# Stade Abdoulaye-Wade
Le stade Abdoulaye-Wade, également connu sous le nom de stade olympique de Diamniadio ou  stade du Sénégal, est un stade situé à Diamniadio, au Sénégal.
Prévu pour accueillir les Jeux olympiques de la jeunesse de 2026, il dispose d'une capacité de 50 000 places.

## Historique

### Contexte
Lors de l'inauguration de la Dakar Arena, le 8 août 2018, le président Macky Sall annonce la construction d'un nouveau stade de football de dernière génération et d'une capacité de 50 000 places. Ce stade est présenté comme l'une des principales infrastructures devant accueillir, initialement en 2022, les Jeux olympiques de la jeunesse de 2026, même s'il ne figurait pas dans le dossier de candidature du Sénégal,.

### Construction
La première pierre de l'édifice a été posée le 20 février 2020, en présence du président Macky Sall.
Les travaux, estimés à 18 mois, sont effectués pour un montant de 150 milliards de FCFA par l'entreprise turque Summa, qui a déjà réalisé la Dakar Arena. En janvier 2020, l'Etat du Sénégal obtient un financement de 238 millions d'euros (155 milliards de FCFA) de la Standard Chartered Bank pour financer l'opération.

### Inauguration
Le stade est inauguré le 22 février 2022, en présence du président Macky Sall, de chefs d'État étrangers dont Adama Barrow, Umaro Sissoco Embaló, Recep Tayyip Erdoğan, Paul Kagame, Frank-Walter Steinmeier et George Weah, et les dirigeants de la FIFA et de la CAF Gianni Infantino et Patrice Motsepe. Un match de gala est organisé entre d'anciens internationaux sénégalais (Diouf, Fadiga, Diatta) et d'anciennes gloires africaines (Drogba, Eto'o, Okocha, Touré, etc.). 
Quelques jours avant l'inauguration, il est annoncé que le stade portera le nom d'Abdoulaye Wade, ancien président du Sénégal.

## Environnement et accès
Le stade est situé à Diamniadio de l'autre côté du Dakar-Arena. Il est accessible par l’autoroute A1 et est desservi par le TER de Dakar.